# Sumangala Sharma
Sumangala Sharma, indijska lokostrelka, * 30. december 1986.
Sodelovala je na lokostrelskem delu poletnih olimpijskih igrah leta 2004, kjer je osvojila 24. mesto v individualni in 8. mesto v ekipni konkurenci.